# لی چه-یونگ
لی چه-یونگ (کره‌ای: 이채영؛ انگلیسی: Lee Chae-young؛ زادهٔ ۲۹ آوریل ۱۹۸۶) بازیگر اهل کره جنوبی است. او در یک موزیک ویدئو به نام «Come On» از گروه هیپ هاپ ترتلز در سال ۲۰۰۳ دبیو کرد. سال بعد، او در موزیک ویدئوی «I Do» از رین و در سال ۲۰۰۷ در موزیک ویدئوی «Did You Forget It» از یون می-ره حضور پیدا کرد. اولین مجموعه تلویزیونی او، کدام یو هی در ژانر کمدی رمانتیک در نقش آشپز ماری بود. او فارغ‌التحصیل دانشگاه دانکوک و خواهر کوچکتر سو سونگ-آه است.